# Columbine (Colorado)
Columbine é uma Região censo-designada localizada no estado americano de Colorado, no Condado de Arapahoe e Condado de Jefferson.

## Demografia
Segundo o censo americano de 2000, a sua população era de 24.095 habitantes.

## Geografia
De acordo com o United States Census Bureau tem uma área de
17,5 km², dos quais 17,2 km² cobertos por terra e 0,3 km² cobertos por água.

## Localidades na vizinhança
O diagrama seguinte representa as localidades num raio de 16 km ao redor de Columbine.